# 1958 v hudbě
Tento článek obsahuje události související s hudbou, které proběhly v roce 1958.

## Narození
- 28. srpen – Michael Jackson, zpěvák, herec, tanečník, skladatel, producent, scenárista, choreograf, reformátor nynějšího obrazu světové POP Music.

## Alba
- Around The World – Bing Crosby
- As Long As There's Music – Eddie Fisher
- E=MC² – Count Basie
- Bo Diddley – Bo Diddley
- Breezin' Along – The Four Lads
- The Chirping Crickets – The Crickets
- Come Fly With Me – Frank Sinatra
- Destination Moon – The Ames Brothers
- Dream – The Mills Brothers
- Ella Fitzgerald and Billie Holiday at Newport – Ella Fitzgerald, Billie Holiday
- Ella Fitzgerald Sings the Irving Berlin Songbook – Ella Fitzgerald
- Ella Swings Lightly – Ella Fitzgerald
- Everybody Digs Bill Evans – Bill Evans
- Fancy Meeting You Here – Bing Crosby and Rosemary Clooney
- For Teenagers In Love – Teresa Brewer
- Foreign Affair – Frankie Laine and Michel LeGrand
- Give Him the Ooh–La–La – Blossom Dearie
- Gogi Grant – Welcome To My Heart – Gogi Grant
- Gondolier – Dalida
- Great balls of fire – Jerry Lee Lewis
- Greatest Hits – Frankie Laine
- A Guy In Love – Guy Mitchell
- He's So Fine – Jackie Wilson
- Hooray for Hollywood (Vol. 1) – Doris Day
- Johnny Horton Sings Free And Easy – Johnny Horton
- Julie Is Her Name, Volume II – Julie London
- Kate Smith Sings Folk Songs – Kate Smith
- King Creole – Elvis Presley
- The Kingston Trio – The Kingston Trio
- Les Gitans – Dalida
- Little Girl Blue – Nina Simone
- Milestones – Miles Davis
- The Mills Brothers In Hi–Fi – The Mills Brothers
- The Mills Brothers Sing – The Mills Brothers
- Miss Music – Teresa Brewer
- Mmmm, The Mills Brothers – The Mills Brothers
- Music! Music! Music! – Teresa Brewer
- My Happiness – Connie Francis
- Oklahoma – Original Soundtrack
- Frank Sinatra Sings for Only the Lonely – Frank Sinatra
- Our Gal Sal – Sally Starr (with The Comets)
- Paris Holiday – Bing Crosby
- Rhonda – Rhonda Fleming
- Ricky Nelson – Ricky Nelson
- Rockin' Around the World – Bill Haley & His Comets
- Rockin' the Joint – Bill Haley & His Comets
- Rockin' With Kay Starr – Kay Starr
- Saturday Night With Mr. C – Perry Como
- Anita Sings the Winners – Anita O'Day
- Smoochin' Time – The Ames Brothers
- Some Pleasant Moments In The 20th Century – Oscar Levant
- Songs I Wish I Had Sung – Bing Crosby
- South Pacific – Original Soundtrack
- Star Dust – Pat Boone
- Surprise Package – The Crew Cuts
- Swingin' Down Broadway – Jo Stafford
- Teresa – Teresa Brewer
- Teresa Brewer At Christmas Time – Teresa Brewer
- Them There Eyes – Kay Starr
- This Is Sinatra Volume 2 – Frank Sinatra
- 'Til Morning – Johnnie Ray
- Time For Teresa – Teresa Brewer
- Torchin'  – Frankie Laine
- Vaughan and Violins – Sarah Vaughan
- When You Come To The End of The Day – Perry Como
- Who's Sorry Now? – Connie Francis
- Yes Indeed! – Pat Boone

## Hity
- domácí

- zahraniční
- Tequila — Champs